# Autopsy (gruppo musicale)
Gli Autopsy sono una band death metal fondata nel 1987 negli Stati Uniti da Chris Reifert, giudicati fra gli iniziatori del grindcore.

## Storia
La band iniziò la sua carriera professionistica nel 1989 con l'album Severed Survival, un ottimo album di Death Metal in cui ancora si sentono "echi" della passata esperienza di Reifert come batterista dei Death. Si distinguono anche i due chitarristi Eric Cutler e Danny Coralles, in grado di creare assoli coinvolgenti e sufficientemente "morbosi" per il genere. A causa della copertina "splatter" del disco (un essere umano dilaniato da lame e ganci), l'album ebbe delle difficoltà ad essere importato in Gran Bretagna e ha circolato per lungo tempo con un artwork alternativo (dei chirurghi mostruosi chini su un tavolo operatorio).
Gli Autopsy, però, alla ricerca di un sound più originale, iniziano a sperimentare e decidono di inserire nella loro musica passaggi più lenti e funerei. Il risultato è l'EP Retribution for the Dead, che confluirà quasi per intero (2 pezzi su 3) sull'album seguente, Mental Funeral, pubblicato nel 1991. L'album conferma il cambiamento stilistico dei nostri ed inaugura una nuova loro caratteristica, ovvero l'inserimento dei "microbrani", brevi e spesso splendide "miniature" musicali Death Metal (sull'album ce ne sono 2).
L'EP successivo, Fiend for Blood, mostra un'ulteriore evoluzione del loro sound, che inizia ad assorbire spunti dal punk e dal grindcore. L'album successivo, Acts of the Unspeakable, è infatti composto equalmente da brani Death Metal veloci e lenti, con in più un'abbondanza dei soliti "microbrani". L'album uscì, oltre che in CD ed in cassetta, anche in una versione in vinile limitata a 1000 copie. Questa versione conteneva un grande poster con l'artwork completo del disco : un probabile, morboso omaggio alle opere di Hyeronimus Bosch e Pieter Bruegel il Vecchio. La copertina della versione su CD, invece, riproduce solo un piccolissimo particolare dell'artwork originale, probabilmente ritenuto sin troppo "estremo".
Le influenze punk si fanno sempre più preponderanti nel successivo album, Shitfun, del 1994, preparando il terreno per quelli che saranno gli eredi degli Autopsy, ovvero gli Abscess. Nel 1995, infatti, il gruppo si scioglie: il chitarrista Eric Cutler si dà ad una delle sue passioni, il Jazz, mentre il chitarrista Danny Coralles ed il batterista Chris Reifert formano i sunnominati Abscess. In più, i due collaborano anche al progetto The Ravenous con Killjoy dei Necrophagia: il gruppo è un vero e proprio "omaggio" al sound degli Autopsy fino al secondo album.
Nel 2010 il gruppo torna in attività e porta alla luce un nuovo lavoro: l'ep The Tomb Within, che musicalmente riporta ai primi due album Severed Survival e Mental Funeral

## Influenza
L'originalissimo (per l'epoca) sound degli Autopsy ha avuto una vasta influenza sulla scena Death Metal del tempo. In particolare, la prima scena Death Metal svedese deve moltissimo in egual misura sia agli Autopsy che ai Carcass.

## Formazione

### Formazione attuale
- Chris Reifert - voce e batteria (1987–1995, 2009–presente)
- Danny Coralles - chitarra (1987–1995, 2009–presente)
- Eric Cutler - chitarra e voce (1987–1995, 2009–presente)
- Joe Trevisano - basso (2010–presente)

### Ex componenti
- Eric Eigard - basso (1987-1988)
- Ken Sovari - basso (1988)
- Steve Cutler - basso (1990-1991)
- Josh Barohn - basso (1991-1993)
- Freeway Migliore - basso (1993-1995)

### Turnisti

#### Album studio
- Steve DiGiorgio – basso (1989, 1991)

#### Live
- Dan Lilker – basso (2009-2010)

## Discografia

### Demo
- 1987 - 1987 Demo
- 1988 - Critical Madness

### Album in studio
- 1989 - Severed Survival (Peaceville Records)
- 1991 - Mental Funeral (Peaceville Records)
- 1992 - Acts of the Unspeakable (Peaceville Records)
- 1995 - Shitfun (Peaceville Records)
- 2011 - Macabre Eternal (Peaceville Records)
- 2013 - The Headless Ritual
- 2014 - Tourniquets, Hacksaws and Graves
- 2022 - Morbidity Triumphant
- 2023 - Ashes, Organs, Blood and Crypts

### EP
- 1991 - Retribution for the Dead (Peaceville Records)
- 1992 - Fiend for Blood (Peaceville Records)
- 2010 - The Tomb Within (Peaceville Records)
- 2015 - Skull Grinder (Peaceville Records)
- 2017 - Puncturing the Grotesque (Peaceville Records)

### Raccolte
- 2000 - Ridden with Disease (Necroharmonic Productions)
- 2001 - Torn from the Grave (Peaceville Records)

### Live
- 1998 - Tortured Moans of Agony (Necroharmonic Productions)
- 2004 - Dead as Fuck (Necroharmonic Productions)